# Bootle (Cumbria)
Bootle è un villaggio e parrocchia civile dell'Inghilterra, appartenente alla contea della Cumbria.